# 윤유후
윤유후(尹裕後, 1541년 1월 11일 - 1606년 8월 13일)는 조선 중기의 문신이자 작가, 시인으로, 자(字)는 경여(慶餘), 호는 송당(松堂), 쌍백(雙栢), 쌍백당(雙栢堂)이고, 본관은 파평이다. 세조반정 이후 전하지 않는 사육신 성삼문의 작품을 세상에 내놓았다. 그는 사육신 성삼문의 시문 몇편을 모아 성근보유고와 기타 시문을 정리해 성삼문의 문집 2권을 간행한다. 한성부 출신.
음보로 관직에 올라 사과(司果)로 재직 중 1568년(선조 1년) 증광사마시 진사에 합격하였으며, 이후 행용양위부사과, 좌랑을 거쳐 고양군수에 이르러 암행어사의 탄핵을 받고 파직되었다.  삭녕군수를 거쳐 1590년(선조 23년) 영월부사가 되었다가 1592년(선조 25년) 자산군수를 거쳐 임진왜란을 겪은 뒤, 관직은 한성부서윤에 이르렀다. 그는 집안에 전해지던 성삼문(成三問)의 문집과, 문집에 실리지 못하고 각종 문헌 동문선(東文選), 청구풍아(靑邱風雅), 용재총화(慵齋叢話), 황화집(皇華集), 대동시림(大東詩林) 등에 전하던 성삼문의 시와 글들을 모아서 정리, 성근보선생집 (成謹甫先生集), 육선생유고(六先生遺稿) 등을 간행하였으며, 발문을 썼다. 성근보집과 육선생유고 모두 성삼문의 문집인데 서로 다른 내용들이 실려있다. 소정공 윤곤(尹坤)의 5대손으로, 정현왕후의 친정 종손자가 된다.
윤유후의 어머니의 외삼촌 송인이 중종의 서녀와 결혼하여, 대고모할머니 정현왕후의 아들인 중종하고는 이중 인척관계가 된다. 인재 홍섬과 이암 송인의 문인이다.

## 생애

### 출생과 가계
1541년(중종 36년) 1월 11일에 태어났다. 할아버지는 윤탕로(尹湯老)이고, 할머니 전주이씨는 운산군 이계(雲山君 李誡)의 딸로 세종대왕의 서자 밀성군 이침의 손녀딸이 된다. 아버지는 통정대부 돈녕부도정(通政大夫 敦寧府都正)을 지낸 윤진(尹珍)이다. 정현왕후는 대고모 할머니였다. 어머니는 남양홍씨로 문희공 홍언필의 딸이며, 외할머니는 영의정 송질(宋軼)의 딸이고, 영의정 홍섬(洪暹)은 윤유후의 외삼촌이 된다. 중종의 숙원 이씨 소생 서녀 정순옹주(貞順翁主) 정환(貞環)의 남편이자, 지족당 남곤의 외손자 송인은 윤유후의 어머니 남양홍씨의 외삼촌이 된다.
선조의 형 하원군 정의 부인인 남양군부인은 외삼촌 홍섬의 딸로 윤유후의 외사촌여동생이 된다. 중종이 내종숙부가 되기에 덕흥대원군 이초는 서6촌형이고, 하원군은 조카뻘이 된다.
그는 소정공 윤곤의 5대손으로, 고조부는 윤삼산이며, 종고조부 윤희제는 세종의 서녀 정현옹주의 부마 윤사로의 할아버지가 된다. 증조부 윤호는 성종의 제2계비 정현왕후의 친정아버지가 된다. 세종의 부마 윤사로는 그의 삼종조부가 된다. 정현왕후는 대고모 할머니이고, 중종은 내종숙부가 된다. 정희왕후의 친정아버지이며 장경왕후, 문정왕후, 윤원형, 윤원로와 윤지임, 윤춘년 및 윤여필, 윤여해, 윤임의 선조가 되는 정정공 윤번은 5대조 윤곤의 사촌으로, 윤유후에게는 재종5대조가 된다.
그는 돈녕부도정을 지낸 윤진(尹珍)과 남양홍씨의 셋째 아들로 태어났는데, 아버지 윤진은 남효온, 김시습의 친구이자 점필재 김종직에게서 수학한 소총 홍유손(篠叢 洪裕孫)의 문인이다. 홍유손은 세조와 연산군에 저항한 조선 초기 죽림 7현(竹林七賢)의 한사람으로 지목되었다. 친형은 충의위와 부사과를 지내고 사후 증 이조참판에 추증되고 파원군(坡原君)에 추봉된 윤유곤(尹裕昆)이다. 형수는 양녕대군 이제의 아들 함양군 이포(咸陽君李布)의 손자 보안정 이수남(保安正 李壽男)의 손녀였다. 그러나 형 유곤이 일찍 죽어 자신의 차남으로 공조참의를 지내고 파평군(坡平君)에 봉작된 윤공(尹鞏)을 양자로 보냈다.
어려서 외삼촌 인재 홍섬의 문하에서 학문을 수학하다가, 뒤에 외외종숙 이암 송인의 문하에서 수학하였다. 한강 정구를 만나 오래 교류하였다 한다.

### 관료 생활과 성삼문 문집 복원, 간행
음보로 관직에 올라 사과(司果)를 역임하였다. 사과로 재직 중이던 1568년(선조 1년) 무진(戊辰) 증광사마시(增廣司馬試) 진사에 2등으로 합격하여 진사가 되었다.
이후 종부시주부, 장례원사의 등을 거쳐 1574년(선조 7년) 좌랑(佐郞)으로 재직 중 명나라에 파견되는 성절사(聖節使) 박희립(朴希立)의 수행원이 되어, 서장관(書狀官) 허봉(許篈), 기타 권벽(權擘), 유이현(柳而見), 한호(韓濩), 양대박(梁大樸), 홍순언 등과 함께 명나라로 파견되는 종계변무사의 수행원으로 명나라에 갔다가 이듬해 귀국했다. 시문을 잘 써서 명나라의 양응원(楊應元),  등계달(滕季達) 등으로부터 7자라는 칭찬을 들었다. 귀국 후 의장고낭청(儀仗庫郞廳) 겸 용양위 부사과(龍驤衛副司果), 1575년(선조 8년) 행용양위부사과(行龍驤衛副司果)가 되고 이후 공조정랑, 형조정랑, 호조정랑 등을 거쳐 고양군수(高陽郡守)로 나갔다.
그는 1575년에서 1590년 사이로 추정되는 어느 때에 그는 집안에 전해지던 성삼문(成三問)의 문집 성근보유고와 기타 시문을 정리해 성삼문의 문집 2권을 간행한다. 문집에 실리지 못하고 각종 문헌 동문선(東文選), 청구풍아(靑邱風雅), 용재총화(慵齋叢話), 황화집(皇華集), 대동시림(大東詩林) 등에 전하던 성삼문의 시와 글들을 모아서 정리, 성근보선생집 (成謹甫先生集), 육선생유고(六先生遺稿) 등을 간행하였으며, 발문을 썼다. 윤유후는 자신이 성삼문의 문집을 정리하게 된 것에 대해 성근보집 발문에 누가 편집한 것인지는 알 수 없으나 필사본으로 베낀 성근보유고 (成謹甫遺稿) 1권이 집안에 대대로 가전(家傳)되어 왔기에, 문집에 실리지 못한 시문이 있을까 찾다가 자신이 동문선(東文選), 청구풍아(靑邱風雅), 용재총화(慵齋叢話), 황화집(皇華集), 대동시림(大東詩林) 등에 수록된 성삼문의 미수록 유작을 채집하여 시부(詩賦) 89수‚ 전(箋)‚ 찬(讚)‚ 함(箴)‚ 서(書)‚ 설(說)‚ 성삼문이 지은 타인의 묘비명(墓碑銘)‚ 대책(對策) 등 16편의 글을 찾아내 유집을 완성시켰다 하였다. 그의 성근보집과 육선생유고는 고종 때에 간행한 매죽헌선생문집 (梅竹軒先生文集) 등의 참고자료가 된다.

### 생애 후반
1585년(선조 18년) 4월 16일 고양군수 재직 중, 구황(救荒)을 삼가지 않았다 하여 암행어사 유근(柳根)의 탄핵을 받고 파면당했다.
이후 삭녕군수를 거쳐 1591년(선조 24) 3월 2일 영월군수로 부임하고, 그해 10월 12일 체직되었다. 1592년(선조 25) 자산군수(慈山郡守)로 재직 중 그해 4월 27일 탄금대가 함락되고 일본군이 경기도로 상륙하자, 4월 30일 선조는 어가를 이끌고 파천하였다.  6월 12일 선조의 어가를 맞이하고, 3천 병사를 이끌고 자산군의 장경문(長慶門)을 지켰다. 병력이 소수이기에, 그는 빽빽한 숲 사이 소나무에 사람의 옷을 걸어두어 사람처럼 보이게 했다. 이후 그는 선조의 어가가 평양성을 탈출하여 의주로 갈수 있도록 길목을 지켰다. 최종 관직은 통훈대부 한성부서윤(漢城府庶尹)에 이르렀다.
그밖에 가깝게 지낸 인물로는 약봉 서성 등이 있어 서성의 문집인 《약봉문집》의 사우록 편에도 그의 이름이 실려 있다. 1606년(선조 36년) 8월 13일 사망했다.

### 사후
묘소는 경기도 용인군 읍내면 마동 도장곡(馬洞 都莊谷, 현 용인시 기흥구 마북동 도장곡부락) 병원(幷原) 언덕에 있으며 부인 우계이씨의 묘소가 윤유후의 묘 뒤에 있다. 증 통정대부 승정원좌승지 겸 경연참찬관에 추증되었다. 뒤에 묘소를 용인시 기흥구 마북동 산 216번지로 이장(移葬)하였다.
근처에는 그의 묘소 북쪽 용인 읍내면 북마동(北馬洞) 인원(寅原, 경기도 용인시 기흥구 마북동 산 2-4) 언덕에 연안부부인 담양전씨 묘소가 있다. 정확한 사망일자가 전하지 않으며, 용인 마북동 현조사(顯祖祠)에 매년 음력 10월 8일 아버지 윤진, 형 파원군 윤유곤 등과 함께 향사한다.

## 가족 관계
친할머니 전주이씨를 통해 세종대왕의 외 5대손이 된다.
- 증조부 : 윤호(尹壕, 1424년 ~ 1496년 4월 9일)
- 증조모 : 연안부부인 담양 전씨(延安府夫人 潭陽 田氏)
  - 대고모 : 정현왕후 윤씨(貞顯王后尹氏, 1462년 7월 21일 (음력 6월 25일)~1530년 9월 13일 (음력 8월 22일)
  - 대고모부 : 성종(成宗, 1457~1494, 재위 1469~1495)
    - 내종숙부 : 중종(中宗, 1488~1544, 재위 1506~1544)

  - 종조부 : 윤은로(尹殷老)
- 할아버지 : 윤탕로(尹湯老, 1466년 ~ 1508년), 정국공신 중추부판사 봉 파천군(坡川君)
- 할머니 : 전주이씨, 운산군 이계(雲山君 李誡)의 딸, 세종대왕의 서자 밀성군 이침의 손녀
  - 고모 : 파평윤씨
  - 고모부 : 이창인(李昌仁, 전주이씨, 사직(司直))
    - 고종사촌 : 이숙(李淑, 판관)
- 서조모 : 이름 미상
  - 서 삼촌 : 윤석(尹錫)
  - 서 삼촌 : 윤난동(尹蘭同)
- 아버지 : 윤진(尹珍, 1498년 11월 24일[4] ~ 1545년 2월 23일[4])
- 어머니(전모) : 광산김씨(光山金氏), 김겸광의 넷째 아들 김극개(金克愷, 1474년 11월 14일 ~ ?)의 딸
  - 자녀 없음
- 어머니 : 남양홍씨(1505년 ~ 1587년), 홍언필(洪彦弼)의 딸
  - 형 : 윤유곤(尹裕昆, 1526년 3월 13일 ~ 1549년? 1월 21일)
  - 형수 : 전주이씨(1528년 ~ 1590년 10월 18일), 통례, 수원부사 이희손(李希孫)의 딸, 양녕대군의 손자 호산군 이현(湖山君 李鉉)의 증손
    - 아들 윤공을 양자로 입양

  - 누나 : 파평윤씨
  - 매형 : 한경상(韓景祥, 감찰 역임)
    - 외조카 : 한침(韓琛, 김화현감 역임)

  - 누이 : 파평윤씨
  - 매부 : 이의건(李義健, 전주이씨, 호는 호 동은(峒隱), 정랑, 수운판관 증 집의), 배천군수 이한(李漢)의 아들
- 부인 : 우계이씨(羽溪李氏, 1541년 12월 1일 ~ 1607년 5월 17일), 사헌부대사헌 이감(李戡)의 딸
  - 아들 : 윤조(尹肇, 1558년 ~ ?)
  - 며느리 : 전주이씨(1556년 ~ ?), 성종의 서자 이성군 관(利城君 慣)의 손자 영평군 이구(寧平君 李耉)의 딸
    - 손자 : 윤상빙(尹商聘, 1580년 ~ ?), 초명은 지복(志福)
    - 손자 : 윤상임(尹商任, 1592년 ~ ?), 초명은 지행(志行)
    - 사위 : 유대화(柳大華), 문과 승지, 문화인

  - 아들 : 윤공(尹鞏, 1561년 ~ 1629년), 형 윤유곤의 양자로 출계
    - 손자 : 윤원룡(尹元龍)
- 외할아버지 : 홍언필(洪彦弼, 1476년 ~ 1549년)
- 외할머니 : 여산송씨, 송질의 딸
  - 외삼촌 : 홍섬(洪暹, 1504년 ~ 1585년)
    - 외사촌여동생 : 남양군부인, 덕흥대원군의 며느리

  - 외외종조부이자 6촌매부 : 송인(宋寅), 남곤(南袞)의 외손자

## 기타
그는 중종과 이중으로 인척관계가 되는데,  중종은 대고모할머니 정현왕후의 아들로써 내종 5촌숙이 된다.
그런데 그의 아버지 윤진은 남양홍씨 홍언필의 딸이자 송질의 외손녀와 결혼하는데, 홍언필은 외조부, 송인은 외외증조부, 홍섬이 윤유후의 외삼촌이 된다. 중종의 서녀와 결혼한 송인은 윤유후의 어머니 남양홍씨의 외삼촌으로, 윤유후의 외외종조부가 된다.
혜정옹주 이철환은 중종의 서녀로서, 혜정옹주 이철환은 고모할머니 쪽으로 내종 6촌 여동생이지만, 친외가 어머니쪽으로는 외외종조모가 된다.
용인 단국대학교 근처에 증조모 연안부부인 담양전씨의 묘소와 그 아래편에 형 윤유곤, 형수 전주이씨 내외의 묘소가 있고, 연안부부인 담양전씨 묘 오른쪽 언덕에는 어머니 남양홍씨의 묘소가 있다.
형 윤유곤은 충의위(忠義衛)로 근무하다가 관직에 올라 전력부위 행충좌위 부사용을 지냈지만 일찍 사망한다. 후에 증 가선대부 병조참판 겸 동지의금부사에 추증되고 파원군에 추봉되었다.

## 같이 보기
| - 성삼문 - 사육신 - 성근보집 - 육선생유고 - 생육신 - 윤호 - 정현왕후 - 조선 중종 - 조선 성종 - 윤사로 - 윤탕로 - 윤필상 - 홍언필 - 혜정옹주 - 운산군 - 윤공 | - 임진왜란 - 의주파천 - 연안부부인 전씨 묘 - 윤곤 - 윤승례 - 김종직 - 남효온 - 김시습 - 성수침 - 윤번 - 양녕대군 - 정희왕후 - 정사룡 - 덕흥대원군 - 함양군 - 임권 | - 정현옹주 - 이감 - 윤삼산 - 홍섬 - 남양군부인 - 송인 - 송질 - 남곤 - 하원군 - 임권 - 윤번 - 이희손 |

## 참고 문헌
- 성근보집, 육선생유고, 연려실기술, 재조번방지, 영월군읍지(1898년판), 징비록